# Mindelo (Portugal)
Mindelo ist eine Gemeinde im Nordwesten Portugals.

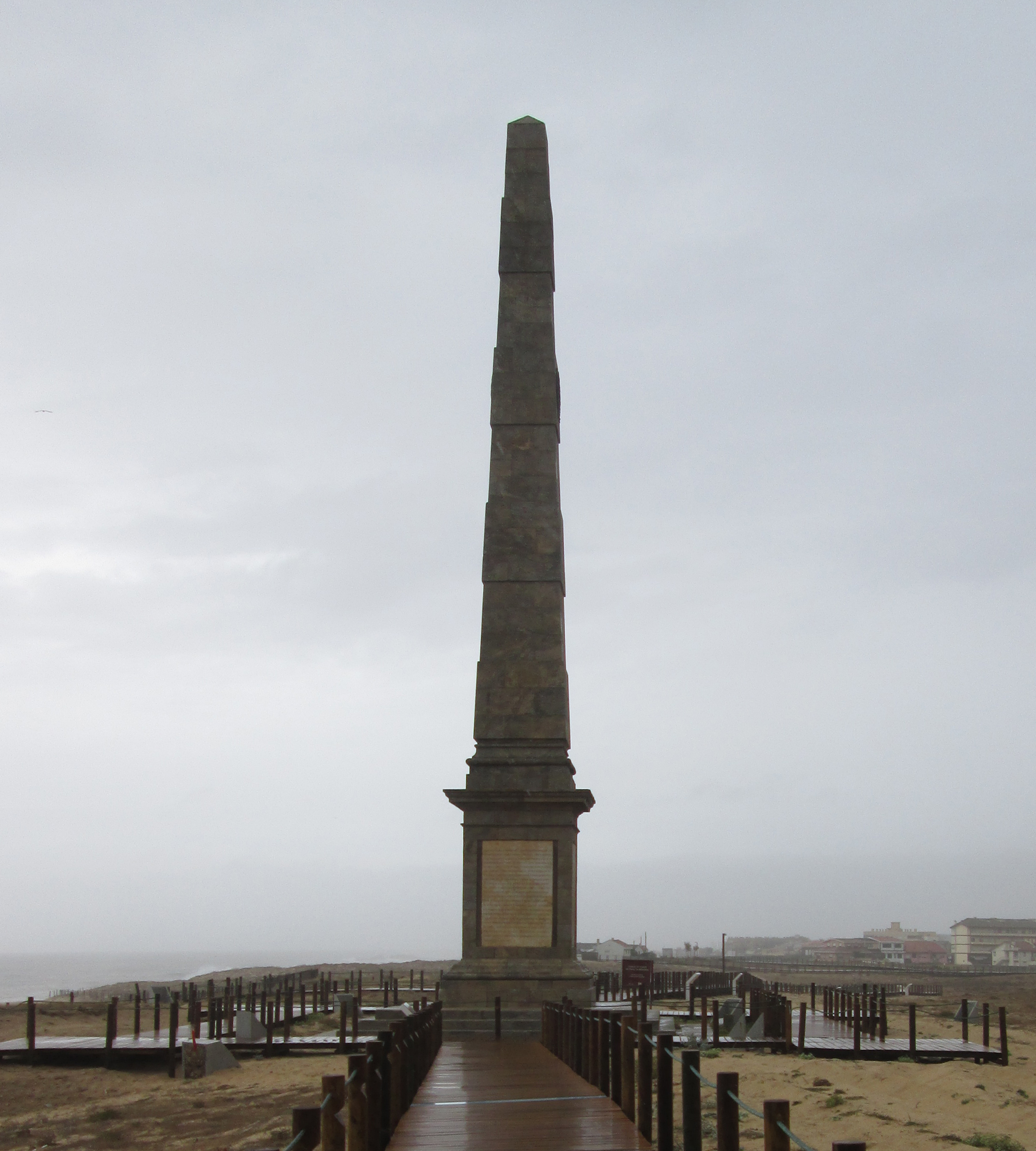
Denkmal Liberais

Mindelo gehört zum Kreis Vila do Conde im Distrikt Porto, besitzt eine Fläche von 5,7 km² und hat 3988 Einwohner (Stand 19. April 2021).

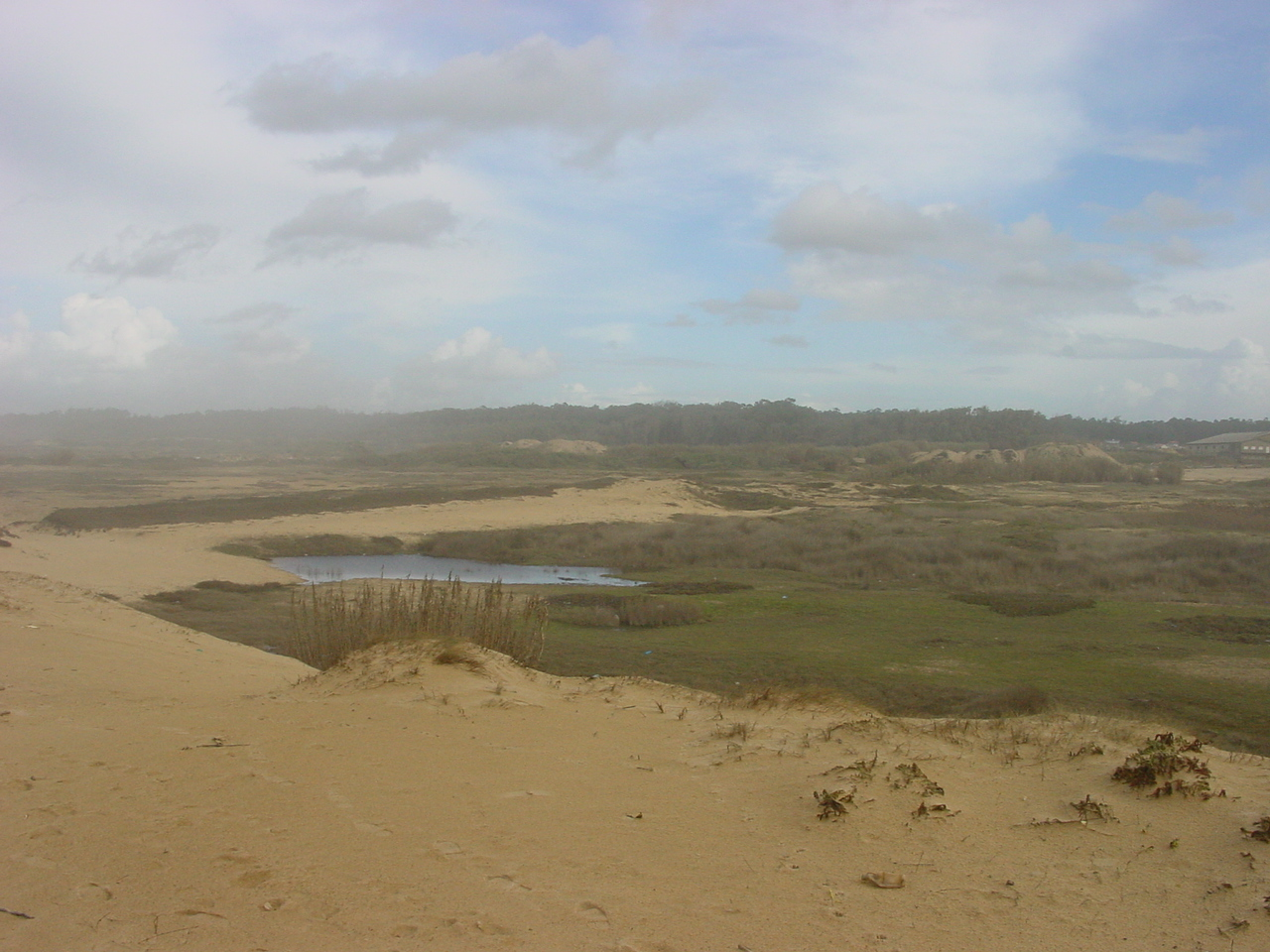
Vogelreservat von Mindelo